# Latnivaara
Latnivaara (även Ladnivaara och Ladnivare) är en by och väderstation i Gällivare kommun i Lappland.
Latnivaara ligger i Gällivare sockens norra skogsbygd, öster om sjön Latnjejaure (442 m ö.h.) och 2 km öster om Lina älvs station vid malmbanan.
Byn ligger cirka 25 km nordväst om Gällivare. Öster om byn ligger berget Latnivaara (588 m ö.h.). Namnet är känt bland annat genom SMHIs väderrapporter.
Vägförbindelse finns, genom en enskild väg, med Gällivare i sydost.